# Perlin-zaj

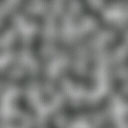
Két-dimenziós részlet 3D Perlin-zajból, ahol a z=0

A Perlin-zaj egy típusa a gradiens zajoknak, Ken Perlin fejlesztette ki 1983-ban abból a célból, hogy a számítógép által generált grafika kevésbé tűnjön mesterségesnek. Hivatalosan leírta megállapításait egy SIGGRAPH-os papírra 1985-ben. 1997-ben Perlin elnyerte az Oscar Műszaki-díjat az algoritmus létrehozásáért:

„Ken Perlin számára a Perlin-zaj kifejlesztéséért, mely technika arra használható, hogy természetesnek tűnő mintázatok legyenek gyárthatóak vele számítógép által a filmes vizuális effektekhez. A Perlin-zaj kifejlesztése lehetővé tette a számítógépes grafikus művészek számára, hogy átfogóbban ábrázolhassák a bonyolult természeti jelenségeket vizuális hatásokban a filmiparban.”

Perlin nem nyújtott be kérést az algoritmus szabadalmára, viszont 2001-ben feljogosították a szabadalomra a 3D és afölött implementálható simplex zajhoz a textúra szintézisért. A simplex zajnak ugyanaz a célja, de egyszerűbb térkitöltő rácsot használ. A simplex zaj enyhíti Perlin "klasszikus zajának" néhány problémáját, köztük a számítási komplexitást és vizuális jelentőségét tekintve az irányvonalak felfedezhetőségét.

## Használata
A Perlin-zaj egy procedurális textúra primitív, egyfajta gradiens zaj, amit vizuális hatásokkal foglalkozó művészek használnak, hogy a számítógépes grafika valóságosságát növeljék. A funkció álvéletlen megjelenéssel rendelkezik, de az összes vizuális részlete ugyanolyan méretű. Ez a tulajdonság lehetővé teszi, hogy könnyen szabályozható legyen; többszörösen méretezett példánya a Perlin-zajnak beilleszthető matematikai kifejezésekbe, hogy ezáltal létrehozzon változatos procedurális textúrákat. Olyan szintetikus textúrákat, amik Perlin-zaj alapján készülnek, gyakran használnak CGI-ben,  hogy a számítógép által generált vizuális elemek – mint például tárgyak felülete, tűz, füst, vagy felhők – természetesebbnek hassanak, imitálva a természetben fellelhető szabályos, ugyanakkor véletlenszerű textúrákat.
Abban az esetben is gyakran van használva textúrák generálásához, ha a rendelkezésre álló memória rendkívül korlátozott, mint demók esetében, és egyre inkább keresik a lehetőségét a grafikus feldolgozó egység (GPU) által létrehozott valós idejű grafikáknál a számítógépes játékokban.

## Fejlesztés
Ken Perlin munkájának eredménye a Perlin-zaj, aki a Matematikai Alkalmazások Csoportjánál (MAGI) fejlesztette a Disney CGI sci-fi filmjéhez, a Tronhoz (1982). 1997-ben elnyerte az Oscar Műszaki-díjat a Filmművészeti és Filmtudományi Akadémiától a CGI-technológiához való hozzájárulásáért.

## Algoritmus részletei
A Perlin-zaj a leggyakrabban két-, három- vagy négydimenziós függvényként van implementálva, de definiálható bármely számú dimenzióra. A leimplementálása tipikusan magába foglal három lépést: rácsdefiníció véletlenszerű gradiensvektorokkal, a skaláris szorzat számítása a távolság-gradiensvektorok között és interpoláció ezen értékeken.

### Rács definíció
Definiálj egy n dimenziós rácsot, ahol minden rácspont tartalmaz egy véletlenszerű, n dimenziós egységhosszúságú gradiensvektort, kivéve egydimenziós esetén, ahol az átmenetek (gradiensek) véletlenszerű skaláris mennyiségek -1 és 1 közt.
A véletlenszerű gradienseket hozzárendelni egy- és két dimenzióhoz célszerű egy véletlenszám generátorral. Magasabb dimenzióknál a Monte-Carlo-módszer a megszokott, aminek lényege, hogy egy koordináta-rendszeren egy egység méretű kockában véletlenszerű pontok kerülnek kiválasztásra, és amely pontok kívül esnek a kockát kitöltő gömb területén, azokat szelektáljuk. A megmaradó pontokat normalizáljuk, hogy illeszkedjenek az egységnyi gömb felületéhez. A folyamat addig zajlik, amíg a szükséges mennyiségű véletlenszerű gradienst megkapjuk.
Annak érdekében, hogy megakadályozzuk a túl költséges folyamatát az új gradiensek számításának a rácspontokra, néhány implementáció hash táblát használ a véges számú, előre kiszámított gradiensvektorokhoz. Hash használatával lehetőség nyílik a random seedelésre, miáltal több ugyanolyan példányban jöhet létre a Perlin-zaj.

### Skaláris szorzat
Adott egy n dimenziós paraméter a zaj függvényhez, a következő lépés az algoritmusban, hogy meghatározzuk, mely rács celláiban kell megválni a véletlenszerű pontoktól. Az adott cella minden sarokpontján meghatározzuk a pont és a csomópont (node) közötti távolságvektort. A skaláris szorzat a csomópontnál lévő gradiensvektor és a távolságvektor között lesz számítva.
Egy pont számításához egy kétdimenziós rácsban szükség lesz 4 távolságvektorra és skaláris szorzatra, míg három dimenziónál 8 távolságvektor és 8 skaláris szorzat fog kelleni. Ez a {\displaystyle O(2^{n})} komplexitásának skálázódásához vezet.

### Interpoláció
Az utolsó lépés az interpoláció a {\displaystyle 2^{n}} skaláris szorzatok számítása közt azon cellák csomópontjainál, amelyek tartalmazzák a paraméter pontjait. Ennek következtében a zajfüggvény 0 értéket ad vissza, ha rács csomópontjai önmagukra értékelődnek ki.
Az interpoláció egy olyan függvény használatával történik, aminek nincs első deriváltja (és esetleg második deriváltja) a {\displaystyle 2^{n}} rács csomópontjában. Az ennek hatására a zajfüggvény gradiense minden ponton egybeesik az előre kiszámított véletlenszerű gradiensvektorral. Ha {\displaystyle n=1}, akkor például a függvény, amely interpolálja {\displaystyle a_{0}} értékét a 0. csomópont és {\displaystyle a_{1}} értékét az 1. csomópont között, az
{\displaystyle f(x)=a_{0}+\operatorname {smoothstep} (x)\cdot (a_{1}-a_{0})\ \ {\text{ahol }}0\leq x\leq 1}
ahol a smoothstep függvény volt használva.
Számítógépes grafikában a zajfüggvények használata tipikusan [-1.0,1.0] tartomány közti értékeket állít elő. Rendszerint az előbbi tartományon belüli Perlin-zaj produkálásához az interpolált értékeknek szükséges lehet, hogy skálázva legyenek néhány skálázódási faktor szerint.

## Pszeudokód
A következő pszeudokód egy két-dimenziós implementációja a Klasszikus Perlin-zajnak.
```
// Funkció a lineáris átmenethez a0 és a1 között

// A w (weight) súlynak a [0.0, 1.0] tartományban kell lennie

float
 
lerp
(
float
 
a0
,
 
float
 
a1
,
 
float
 
w
)
 
{

    
return
 
(
1.0
 
-
 
w
)
*
a0
 
+
 
w
*
a1
;

}

// Kiszámítja a skaláris szorzatát a távolság- és gradiensvektoroknak.

float
 
dotGridGradient
(
int
 
ix
,
 
int
 
iy
,
 
float
 
x
,
 
float
 
y
)
 
{

    

    
// Előre kiszámított (vagy egyéb) gradiens vektorokat minden rácsponthoz

    
extern
 
float
 
Gradient
[
IYMAX
][
IXMAX
][
2
];

    

    
// Távolság vektor kiszámítása

    
float
 
dx
 
=
 
x
 
-
 
(
float
)
ix
;

    
float
 
dy
 
=
 
y
 
-
 
(
float
)
iy
;

    

    
// Skaláris szorzat kiszámítása

    
return
 
(
dx
*
Gradient
[
iy
][
ix
][
0
]
 
+
 
dy
*
Gradient
[
iy
][
ix
][
1
]);

}

// Perlin-zaj kiszámítása az x, y koordinátáknál

float
 
perlin
(
float
 
x
,
 
float
 
y
)
 
{

    

    
// A rács cellakoordinátájának kiszámítása

    
int
 
x0
 
=
 
floor
(
x
);

    
int
 
x1
 
=
 
x0
 
+
 
1
;

    
int
 
y0
 
=
 
floor
(
y
);

    
int
 
y1
 
=
 
y0
 
+
 
1
;

    

    
// Interpoláció súlyának meghatározása

    
// Használható magasabb rendű polinom/s-görbe is

    
float
 
sx
 
=
 
x
 
-
 
(
float
)
x0
;

    
float
 
sy
 
=
 
y
 
-
 
(
float
)
y0
;

    

    
// Átmenetképzés a rácspontok és gradiensek között

    
float
 
n0
,
 
n1
,
 
ix0
,
 
ix1
,
 
value
;

    
n0
 
=
 
dotGridGradient
(
x0
,
 
y0
,
 
x
,
 
y
);

    
n1
 
=
 
dotGridGradient
(
x1
,
 
y0
,
 
x
,
 
y
);

    
ix0
 
=
 
lerp
(
n0
,
 
n1
,
 
sx
);

    
n0
 
=
 
dotGridGradient
(
x0
,
 
y1
,
 
x
,
 
y
);

    
n1
 
=
 
dotGridGradient
(
x1
,
 
y1
,
 
x
,
 
y
);

    
ix1
 
=
 
lerp
(
n0
,
 
n1
,
 
sx
);

    
value
 
=
 
lerp
(
ix0
,
 
ix1
,
 
sy
);

    

    
return
 
value
;

}

```

## Komplexitás
A zajfüggvény minden egyes kiértékeléséhez, a hely- és gradiensvektorok skaláris szorzatát muszáj kiértékelni az összes csomópontján a tartalmazó rács celláinak. A Perlin-zaj komplexitása ebből kifolyólag {\displaystyle O(2^{n})}-vel skálázódik {\displaystyle n} dimenziónként. Alternatíva Perlin-zaj létrehozására hasonló végeredménnyel a továbbfejlesztett simplex zaj és az OpenSimplex zaj.

## Fordítás
- Ez a szócikk részben vagy egészben  a   Perlin noise című angol Wikipédia-szócikk fordításán alapul.  Az eredeti cikk szerkesztőit annak laptörténete sorolja fel. Ez a jelzés csupán a megfogalmazás eredetét és a szerzői jogokat jelzi, nem szolgál a cikkben szereplő információk forrásmegjelöléseként.